# Adinandra subsessilis
Adinandra subsessilis är en tvåhjärtbladig växtart som beskrevs av Airy-shaw. Adinandra subsessilis ingår i släktet Adinandra och familjen Pentaphylacaceae. Inga underarter finns listade i Catalogue of Life.